# II. Przemysł lengyel király
II. Przemysł (Poznań, Nagy-Lengyelország, 1257. október 14. – Rogoźno, Nagy-Lengyelország, 1296. február 8.), a Piast-házból származó lengyel herceg, I. Przemysł és Wrocławi Erzsébet fia, aki Nagy-Lengyelország hercege 1279-től, Krakkó fejedelme 1290-től, Gdański Pomeránia hercege 1294-től, valamint lengyel király 1295-től 1296-os haláláig. Egyetlen gyermeke a későbbi Erzsébet Richeza cseh királyné.